# داگلاس مونتگومری
داگلاس مونتگومری (انگلیسی: Douglass Montgomery؛ ۲۹ اکتبر ۱۹۰۷ – ۲۳ ژوئیهٔ ۱۹۶۶) یک هنرپیشه اهل ایالات متحده آمریکا بود.

## گزیده فیلمشناسی
از فیلم‌ها یا برنامه‌های تلویزیونی که وی در آن نقش داشته‌است می‌توان به آثار زیر اشاره کرد.
- زنان کوچک (فیلم ۱۹۳۳) (۱۹۳۳)
- اسرار ادوین درود (فیلم ۱۹۳۵) (۱۹۳۵)
- گربه و قناری (فیلم ۱۹۳۹) (۱۹۳۹)
- ممنوع (فیلم ۱۹۴۹) (۱۹۴۹)